# Morze Łez
Morze Łez – singel polskiego influencera Mortalcia, który został wydany pod pseudonimem Mortal. Singel został wypuszczony 17 listopada 2022.
Oryginalny teledysk do utworu zdobył prawie 2,5 mln wyświetleń na platformie YouTube. Natomiast w serwisie Spotify, utwór osiągnął ponad 6 mln odsłuchań.

## Nagrywanie i historia wydania
Utwór wyprodukował Bervi, natomiast za miksowanie i mastering odpowiedzialny był Postirol. Tekst do utworu napisał Patryk Baran, a kompozycją piosenki zajął się Damian Leleński. Utwór wykonał influencer Mortal.
W utworze wykorzystano sampel z utworu Attention, autorstwa Charliego Putha.
Singel ukazał się w formacie digital download 17 listopada 2022 w Polsce nakładem wytwórni płytowej Ekipa.

## Teledysk
Do utworu powstał teledysk, który udostępniono 18 listopada 2022 za pośrednictwem platformy YouTube.

## Lista utworów
- Digital download[5]

1. „Morze Łez” – 2:19

## Notowania
| Kraj   | Lista  | Najwyższa pozycja |
| ------ | ------ | ----------------- |
| Polska | iTunes | 24                |

| Kraj   | Lista               | Pozycja |
| ------ | ------------------- | ------- |
| Polska | Deezer              | 69      |
| Polska | Spotify Viral Songs | 65      |